# 立花琴未
立花 琴未（たちばな ことみ、2002年〈平成14年〉5月25日 - ）は、日本の女性アイドル、モデル、タレント。女性アイドルグループであるCANDY TUNEのメンバー。愛称は"こっちゃん"。Ange et Folletta、アフィシャナドゥの元メンバー。アソビシステム所属。福岡県北九州市出身。

## 略歴

### 2019年
- 12月より、渡辺美優紀がプロデュースを手掛ける2年間限定ユニット「Ange et Folletta」に「KOTOMI」名義で活動開始[2]。

### 2021年
- 3月24日、Ange et Follettaの1stミニアルバム『Ange et Folletta 〜Danse〜』が発売[3]。

- 8月24日、新アイドルグループのアフィシャナドゥに「大島琴未」名義で兼任で加入することを発表[4]。

- 12月3日、渋谷伝承ホールにてAnge et Follettaのワンマンラストライブ「Ange et Folletta -with wings-」を開催[5]。

- 12月7日、Ange et Follettaの活動を終了[5]。タレント、女優としての活動を始める[6]。

### 2023年
- 2月14日、アソビシステムのKAWAII LAB.からデビューする新グループ（CANDY TUNE）のメンバーとなることが発表[7]

- 3月14日、「KAWAII LAB. SESSION 〜CANDY TUNE〜」（Spotify O-EAST）にて（CANDY TUNE）のメンバーとしてお披露目[8]。

- 8月7日、「IDOL RUNWAY COLLECTION Supported by TGC」（国立代々木競技場 第二体育館）に出演、ランウェイデビューを飾る[9]。

### 2024年
- 3月18日 LARME特別編集より写真集を発売[10]。

- 8月1日 京セラドーム大阪で開催された「KANSAI COLLECTION 2024 AUTUMN ＆ WINTER」（関コレ）にモデルとして登場[11]。

- 8月7日、CANDY TUNEの1stシングルCD『キス・ミー・パティシエ』が発売。オリコンデイリーチャートにて5位を記録し、8月19日付のオリコン週間シングルランキングにて9位を獲得した[12]。

### 2025年
- 3月21日、福岡県北九州市八幡東区にある北九州市科学館の応援大使に就任した[1]。

## 人物
- 愛称は「こっちゃん」[13]。「湯切りネキ」[14][15]。

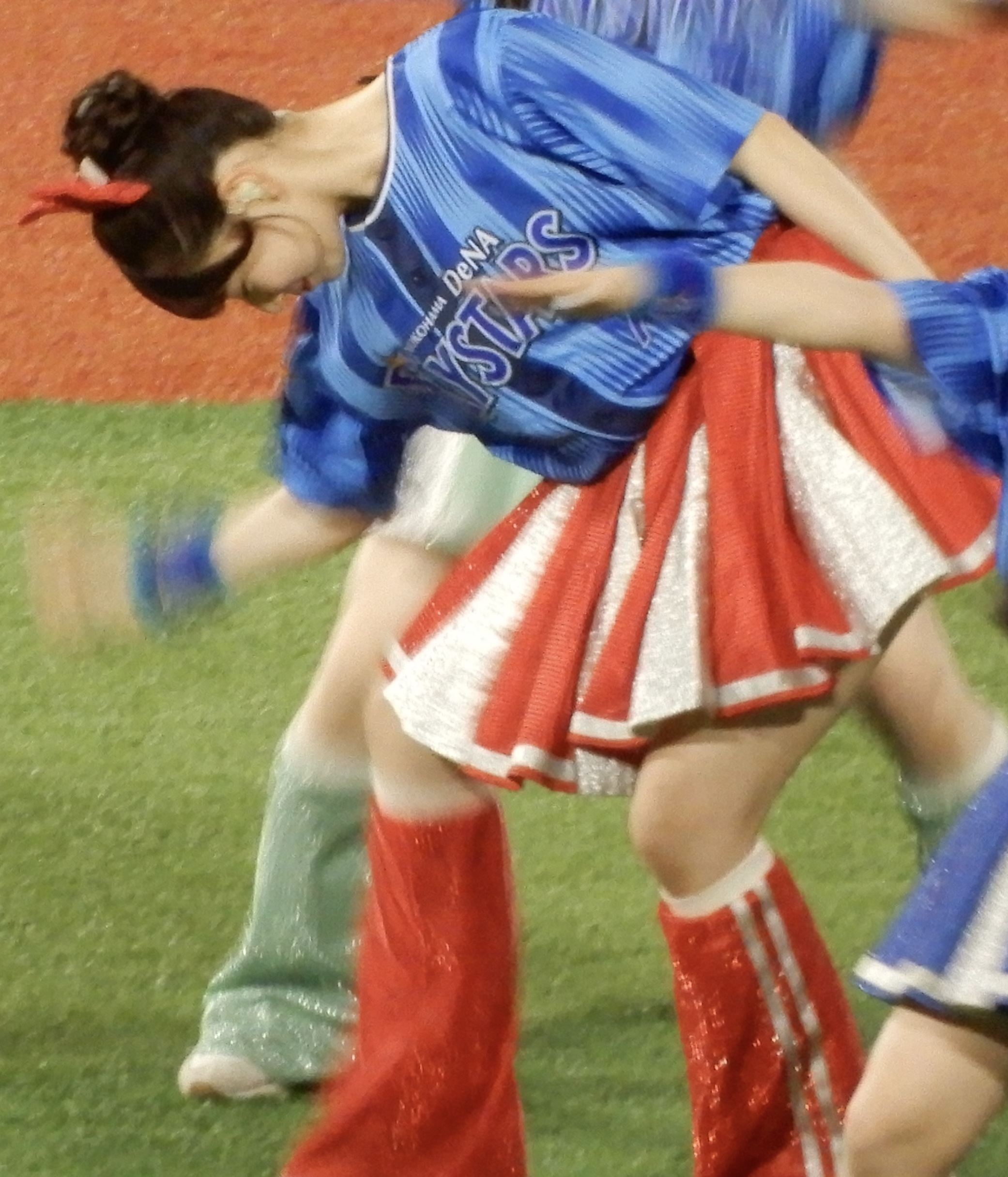
"湯切り"を披露する立花

- 身長は165cmとCANDY TUNEの中で一番身長が高い。
- 特技はモダンバレエ、外郎売、お茶を点てること[16]。特に、モダンバレエは6歳の頃から習っており、中学生の時も、部活に入らずに取り組むほど熱を入れて取り組んでいた[6]。

- 趣味は辛い食べ物を食べること。抹茶にも目がない[16]。

## エピソード
- モダンバレエを10年やった後、当時の自分の夢や目標を全部達成できたと思い辞めることにした。しかし、人前で踊ることやアイドルが好きでそれが無くなることは名残惜しいという思いから、違う形でパフォーマンスし続けたいと考え、17歳で上京しガールズユニットに加入している[6][17]。

- 当初は、ガールズユニットのメンバーとして活動していたが、コロナで思うような活動が出来ず、幅を広げたいという思いから2021年にアイドルとしての活動を始めた[6]。

- CANDY TUNEとしてアイドル活動をする最後の決め手となったのが、KAWAII LAB.の先輩グループにあたるFRUITS ZIPPERのライブを見たことだと語っている[18]。

## 出演
CANDY TUNEとしての出演は「CANDY TUNE」を参照

### ファッションショー
- IDOL RUNWAY COLLECTION Supported by TGC（2023年8月7日、国立代々木競技場 第二体育館）[9]
- KANSAI COLLECTION 2024 AUTUMN ＆ WINTER（2024年8月1日、京セラドーム大阪）[11]

### YouTube
- 佐久間宣行のNOBROCK TV（2024年2月7日)[19]

### CM
- 第一三共ヘルスケア「トラフルダイレクトa」
  - 「がまんする？トラフる？」篇（2025年7月25日 - ）[20]

## 作品
CANDY TUNEの作品については「CANDY TUNE」を参照

## 書籍

### デジタル写真集
- 立花琴未『kotomi』（2024年3月18日、LARME）